# الركب (الملاح)

تعديل مصدري - تعديل

الركب هي إحدى قرى عزلة الملاح بمديرية الملاح التابعة لمحافظة لحج، بلغ تعداد سكانها 203 نسمة حسب تعداد اليمن لعام 2004.